# عملیات تورچ
عملیات تورچ (به انگلیسی: Operation Torch) عملیاتی در جریان جنگ جهانی دوم بود که در ۸ نوامبر سال ۱۹۴۲ توسط متفقین در خاک الجزایر و مراکش شروع شد.
نیروهای آمریکایی و بریتانیایی به فرماندهی ژنرال آمریکایی دوایت آیزنهاور در این نبرد شرکت کردند. سه گروه ضربت در سواحل نزدیک کازابلانکا واقع در کرانه اقیانوس اطلس در مراکش، در حوالی وهران در غرب الجزایر پیاده شدند.
به رغم مقاومت اولیه نیروهای فرانسوی دولت ویشی، کودتایی که توسط نیروی مقاومت فرانسه در شهر الجزیره در ۸ نوامبر صورت گرفت، عملیات سپاه نوزدهم فرانسه را قبل از فرود متفقین خنثی کرد. ژنرال مارک کلارک، معاون آیزنهاور توانست دریاسالار ژان فرانسوا دارلان، نماینده ارشد دولت ویشی در آفریقای شمالی و ژنرال آلفونس ژوین، فرمانده نیروهای مسلح فرانسوی دولت ویشی در آفریقای شمالی را متقاعد کند تا به نیروهای فرانسوی دستور دهند تا در ۱۰–۱۱ نوامبر مقاومت مسلحانه خود را در اوران و مراکش متوقف کنند؛ و در ازای این همکاری، دارلان زمانی که نیروهای فرانسوی به متفقین در آفریقای شمالی ملحق شدند، به عنوان حاکم غیرنظامی فرانسوی آفریقای شمالی باقی‌ماند. البته این انتخاب با نارضایتی بریتانیا همراه بود چرا که دارلان فردی ضد بریتانیایی بود و آنها وی را همدست آلمانی‌ها می‌دانستند.
ورود متفقین موجب اشغال مناطق غیر اشغالی فرانسه توسط آلمان و اعزام سریع سربازان آلمانی به تونس شد.
دریاسالار دارلان اعلام کرد چون مارشال پتن عملاً زندانی آلمانی‌ها است او خود شخصاً مسئولیت دولت فرانسه را به عهده می‌گیرد.
دولت ویشی فرانسه برای جلوگیری از تصرف ناوگان مدیترانه‌ای خود توسط آلمانی‌ها، در ۲۷ نوامبر ۱۹۴۲ آن را در بندرگاه‌های تولون غرق کرد. (غرق ناوگان فرانسه در تولون) تا پایان نوامبر، متفقین از مرز تونس در شمال غربی گذشته بودند.